# Ꜯ
Das Ꜯ (kleingeschrieben ꜯ) ist ein Buchstabe des lateinischen Alphabets. Er entspricht vom Aussehen her im Wesentlichen dem Cuatrillo, hat aber ein zusätzliches Komma-ähnliches Zeichen unten rechts. Der Buchstabe wurde von spanischen Missionaren in Lateinamerika zur Verschriftlichung der dortigen Maya-Sprachen eingeführt. Der Laut, den dieses Zeichen darstellt, wird von den Missionaren beschrieben als „ähnlich dem c mit Cedille, ç, aber schneller und mit stärkerer Betonung – ds oder dz“. Dieser Laut ist heute als glottalisierte stimmlose alveolare Affrikate (IPA: /t͡sʼ/) bekannt.

## Darstellung auf dem Computer
Unicode enthält das Ꜯ an den Codepunkten U+A72E (Großbuchstabe) und U+A72F (Kleinbuchstabe).